# قائمة زملاء الجمعية الملكية المنتخبين في 1918
هذه الصفحة تعرض قائمة زملاء الجمعية الملكية المُنتخبين لعام 1918.None

## الزملاء
- Charles Bolton (pathologist) [الإنجليزية]‏
- صموئيل سمايلز
- Arthur William Rogers [الإنجليزية]‏
- Thomas Algernon Chapman [الإنجليزية]‏
- Ernest Gold (meteorologist) [الإنجليزية]‏
- فرانك سميث [الإنجليزية]‏

## الأعضاء الأجانب
- بول ساباتييه
- جن بيرين
- غروف كارل غيلبرت
- وليام والاس كامبل
- Luigi Luciani [الإنجليزية]‏